# Скотдејл (Пенсилванија)
Скотдејл (енгл. Scottdale) град је у америчкој савезној држави Пенсилванија.

## Демографија
По попису из 2010. године број становника је 4.384, што је 388 (-8,1%) становника мање него 2000. године.
| Група             | 2000.         | 2010.         |
| Белци             | 4.667 (97,8%) | 4.255 (97,1%) |
| Афроамериканци    | 53 (1,1%)     | 38 (0,9%)     |
| Азијати           | 6 (0,1%)      | 3 (0,1%)      |
| Хиспаноамериканци | 17 (0,4%)     | 34 (0,8%)     |
| Укупно            | 4.772         | 4.384         |